# Азербайджано-финляндские отношения
Азербайджано-финляндские отношения — двусторонние отношения между Азербайджаном и Финляндией.
Финляндия признает территориальную целостность Азербайджана и неоднократно заявляла, что армяно-азербайджанский, нагорно-карабахский конфликт должен быть решён путём переговоров.

## Дипломатические отношения
Финляндия признала независимость Азербайджана 30 декабря 1991 года. 24 марта 1992 года установлены дипломатические отношения.
Посольство Азербайджана в Финляндии расположено в Стокгольме.
В Азербайджане отсутствует посольство Финляндии. Действует почётное консульство. Кроме того, действует посол по особым поручениям в странах Кавказа с резиденцией в Хельсинки.
В парламенте Азербайджана действует рабочая группа по двусторонним отношениям с Финляндией. Руководитель группы — Рази Нуруллаев.
Между сторонами подписано 5 договоров.
В 2005 году президент Финляндии Тарья Халонен посетила с официальным визитом Азербайджан. В конце мая 2008 года президент Азербайджана Ильхам Алиев совершил официальный визит в Хельсинки.

## Экономические связи
В Азербайджане действует более 10 финских компаний в сферах промышленности, торговли, строительства, услуг. 
Финляндия поставляет в Азербайджан оборудование для электростанций. Азербайджан поставляет в Финляндию продукты сельского хозяйства.
В 2007 году товарооборот между двумя странами составил около 80 миллионов евро. 
С 2008 по 2015 год финско-шведской компании TeliaSonera принадлежало 38,1 % акций мобильного оператора Azercell.

### Товарооборот (тыс. долл)
| Год  | Экспорт Азербайджана | Импорт Азербайджана | Сумма товарооборота |
| ---- | -------------------- | ------------------- | ------------------- |
| 2020 | 223,13               | 25 425,53           | 25 648,66           |
| 2021 | 376,67               | 25 500,44           | 25 877,11           |
| 2022 | 497,56               | 130 360,63          | 130 858,19          |
| 2023 | 346,57               | 99 769,16           | 100 115,73          |